# Лимберг-бай-Вис
Лимберг-бай-Вис (нем. Limberg bei Wies) — коммуна (нем. Gemeinde) в Австрии, в федеральной земле Штирия. 
Входит в состав округа Дойчландсберг.  Население составляет 916 человек (на 31 декабря 2005 года). Занимает площадь 7,67 км². Официальный код  —  6 03 19.

## Политическая ситуация
Бургомистр коммуны — Франц Кригер (СДПА) по результатам выборов 2005 года.
Совет представителей коммуны (нем. Gemeinderat) состоит из 9 мест.
- СДПА занимает 7 мест.
- АНП занимает 2 места.